# ماكس كولينز
ماكس كولينز (بالإنجليزية: Max Collins)‏ هو مغني أمريكي، ولد في 28 أغسطس 1978.

## وصلات خارجية
- ماكس كولينز على موقع ميوزك برينز (الإنجليزية)
- ماكس كولينز على موقع ديسكوغز (الإنجليزية)